# Johann Christoph Adlung
Johann Christoph Adlung (auch Johannes Christoph Adlung, * 10. Oktober 1648 in Erfurt; † 10. Juni 1681 ebenda) war ein deutscher Professor für Medizin und orientalische Sprachen an der Universität Erfurt.

## Leben
Johann Christoph Adlung studierte an der Universität in Wittenberg orientalische Sprachen und Medizin. 1669 wurde er in Wittenberg promoviert. 1672 wurde er Professor für orientalische Sprachen und 1676 Assessor der medicinischen Fakultät an der Universität Erfurt.
Am 24. Mai 1678 wurde Johann Christoph Adlung mit dem akademischen Beinamen Ajax unter der Matrikel-Nr. 77 als Mitglied in die Leopoldina aufgenommen.